# Jean Astier de Villatte
Pour les articles homonymes, voir Astier et Villatte.
Jean Antoine Marie Etienne Astier de Villatte (Soturac, 25 novembre 1900 - Paris 13e, 6 octobre 1985) est un ingénieur et militaire français, Compagnon de la Libération. Administrateur de sociétés civiles, il est mobilisé en 1939 et choisit de rallier les forces françaises libres du général de Gaulle. En tant qu'aviateur, il prend part aux opérations aériennes de la France libre en Afrique du Nord et de l'est et au Moyen-Orient, puis il occupe des fonctions de commandement au sein des forces aériennes françaises libres. Après-guerre, il retrouve sa profession d'ingénieur en Afrique puis en France et occupe des fonctions honoraires dans des sociétés d'ingénierie et dans l'Armée de l'air française avant de s'éteindre en 1985.

## Biographie

### Avant-guerre
Fils d'un commandant du génie qui mourra en 1923 des suites de ses blessures de la Première Guerre mondiale, Jean Astier de Villatte voit le jour le 25 novembre 1900 à Soturac dans le Lot. Il est le frère de Louis Astier de Villatte. Étudiant à l'Institut électrotechnique de Nancy, il en sort en 1922 et effectue son service militaire jusqu'en 1924 dans l'aviation. Il termine lieutenant de réserve. De 1924 à 1927, il se rend en Afrique, à Brazzaville, où il est ingénieur dans la société Afrique et Congo. Puis il retourne en métropole et devient directeur de la société Röchling Permali à Nancy jusqu'en 1938, année où il est administrateur délégué de la société Sampa à Paris.

### Forces françaises libres
Le 25 août 1939, il est mobilisé en tant que capitaine aviateur de réserve au 21e régiment d'aviation de Nancy. N'acceptant pas le régime de Vichy, il embarque le 22 juin 1940 à la pointe de Grave en direction de l'Angleterre et s'engage dans les forces françaises libres. Basé à Odiham, il prend le 8 août 1940 le commandement d'une escadrille de bombardement qui est projetée en octobre suivant à Takoradi au Ghana. Renforcée d'une nouvelle escadrille, son unité devient, le 24 décembre 1940, le Groupe réservé de bombardement no 1. Jean Astier de Villatte participe à la tête de son unité au bombardement des unités italiennes en soutien des troupes au sol françaises du général Leclerc s'emparant de Koufra. Puis il prend part en mars-avril 1941 à la campagne d'Afrique de l'est où il est chargé au Soudan, en Éthiopie et en Érythrée, de bombarder des voies de communication et des convois ennemis.
En juillet 1941, il est nommé à la tête des forces aériennes françaises libres du Moyen-Orient et promu lieutenant-colonel le mois suivant et colonel en décembre. En mai 1942, il est affecté au service général des liaisons de la France libre et en septembre de la même année, à la délégation en Afrique du Sud du Comité national français. En mission spéciale en Afrique occidentale britannique jusqu'au 1er avril 1943, il est ensuite attaché à l'état-major du général Catroux à Alger. Il participe ensuite, jusqu'en octobre 1943, aux opérations de libération de la Corse en tant que commandant en second de la brigade d'artillerie de l'air. Dans l'année qui suit, il devient successivement commandant en second du commandement de l'air en Corse et membre de l'état-major de la brigade d'artillerie de l'air.

### Après-guerre
En octobre 1944, Jean Astier de Villatte retrouve la vie civile et sa profession d'ingénieur en étant affecté au commissariat aux colonies en tant que directeur général de l'office des bois de l'Afrique-Équatoriale française à Libreville puis en 1950, devient conseiller technique de la Compagnie française du Gabon. De retour en France, il est directeur général adjoint de la société aéronautique Ratier-Figeac. Parallèlement, il est membre de la Société française des ingénieurs d'outre-mer et président d'honneur de l'association nationale des officiers de réserve de l'armée de l'air. Jean Astier de Villatte meurt le 6 octobre 1985 à Paris et est inhumé dans son Lot natal à Cavagnac.

## Décorations
|  |  |  |  |  |  |
|  |  |  |  |  |  |
|  |  |  |  |  |  |

| Commandeur de la Légion d'honneur                                        | Commandeur de la Légion d'honneur                                        | Compagnon de la Libération | Compagnon de la Libération | Croix de guerre 1939-1945 Avec trois palmes  | Croix de guerre 1939-1945 Avec trois palmes  |
| Médaille coloniale Avec agrafes "Libye", "Éthiopie", "Érythrée" et "AFL" | Médaille coloniale Avec agrafes "Libye", "Éthiopie", "Érythrée" et "AFL" | Médaille de l'Aéronautique | Médaille de l'Aéronautique | Médaille des services militaires volontaires | Médaille des services militaires volontaires |
| Commandeur de l'Ordre du mérite militaire                                |                                                                          |                            |                            |                                              |                                              |